# St. Martin (Erlangen)

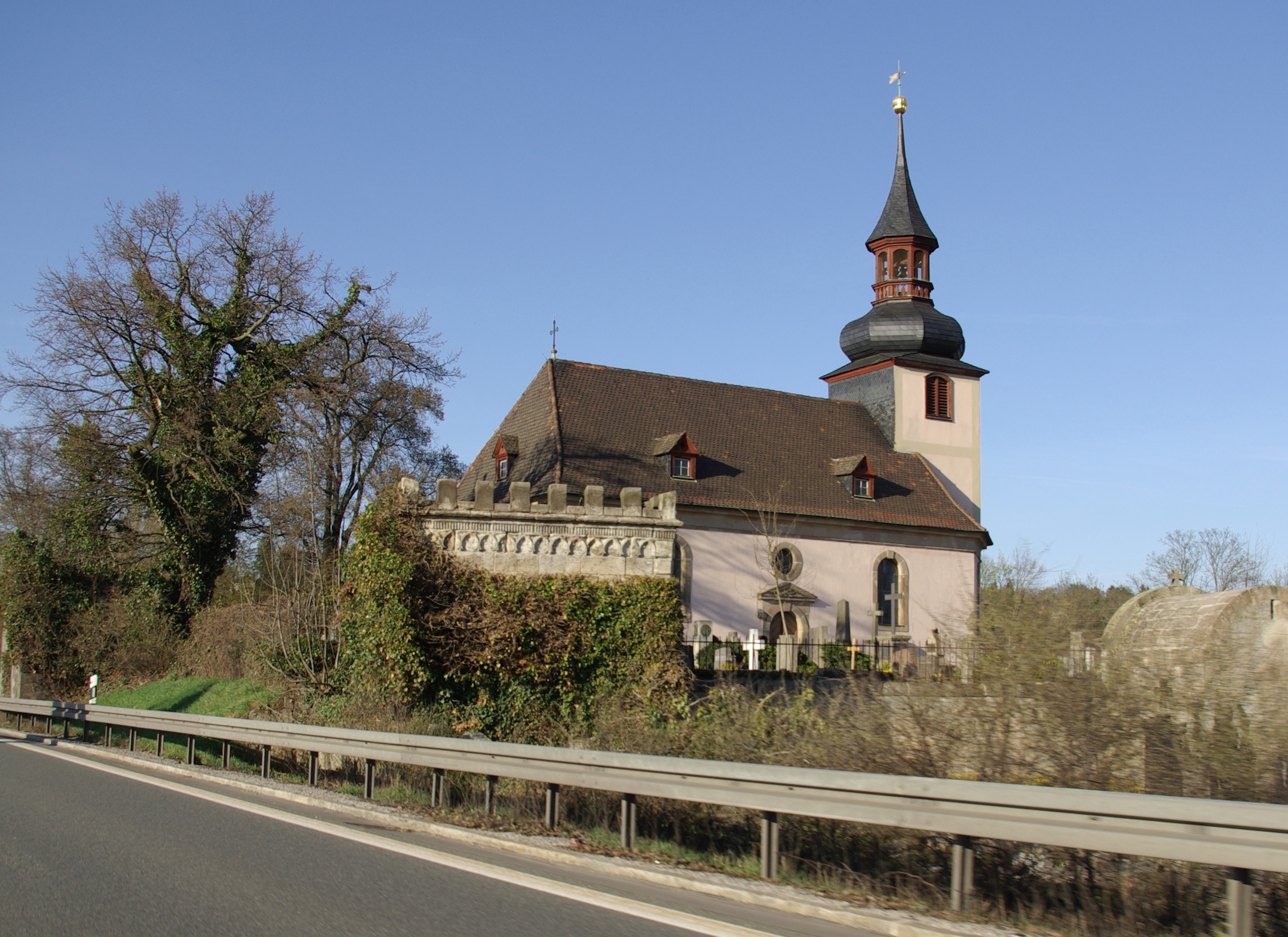
Außenansicht der Kirche St. Martin von Südwesten

Die evangelisch-lutherische Kirche St. Martin (auch Martinsbühler Kirche genannt) ist die Friedhofskirche des Altstädter Friedhofs in Erlangen und ist dem Sprengel der Altstädter Kirche zugeordnet. Sie ist beim Bayerischen Landesamt für Denkmalpflege als Baudenkmal mit der Nummer D-5-62-000-9 eingetragen.

## Lage
Die Kirche St. Martin befindet sich am höchsten Punkt des sogenannten Martinsbühl (277 m ü. NN), einer kleinen Anhöhe östlich des Regnitztals, eingerahmt von der Bundesautobahn 73 – dem sogenannten Frankenschnellweg, der auf der Trasse des ehemaligen Ludwig-Donau-Main-Kanals verläuft –, dem Autobahnzubringer Martinsbühler Straße und der viergleisigen Bahnstrecke Nürnberg–Bamberg.

## Geschichte
Als erste Kirche im heutigen Stadtgebiet ist 996 die Kirche des Königshofes Büchenbach bezeugt.
War früher ein beurkundetes Grundstücksgeschäft in cimiterio (lat. „auf dem Friedhof“) im Jahr 1288 als Beleg für die Existenz der Martinsbühler Kirche gewertet worden, gilt heute das Jahr 1435 als Datum ihrer Ersterwähnung. Damals war die Marienkirche (die heutige Altstädter Kirche) von der Urpfarrei St. Martin in Forchheim abgespalten und zur Pfarrkirche erhoben wurde. Dabei schlug man die Martinsbühler Kirche dem Wirkungsbereich des neu eingesetzten Altstädter Pfarrers zu. Dieser hatte wöchentlich eine Heilige Messe in dem Gotteshaus zu lesen, die auf eine Stiftung zurückgeht. Möglicherweise besteht hier eine Verbindung zu den sogenannten Martinslehen, welche fest an ein landwirtschaftliches Gut gebundene Grundstücke westlich der Regnitz auf dem Gebiet des heutigen Alterlangen waren. Deren Inhaber mussten jährlich zu Martini für die Grundstücksnutzung bezahlen, um das Lehnsrecht nicht zu verwirken.
Dass die Martinsbühler Kirche im ausgehenden Mittelalter entstanden sein dürfte, zeigen auch der im Kern gotische Bau und das Patrozinium des heiligen Martin, der damals besonders beim Ritterstand ein beliebter und vielfach verehrter Heiliger war. Dennoch sind sowohl das genaue Alter der Martinsbühler Kirche als auch deren Erbauer unbekannt. Auch eine Beziehung zur nahegelegenen Veste Erlangen ist nicht auszuschließen.
Vermutlich erst seit Erlangen im Zuge der Reformation evangelisch wurde, beging man den Martinstag mit einem Gottesdienst mit Predigt und Kollekte. Von 1632 bis 1655 sowie von 1706 bis 1721 wurde die Martinsbühler Kirche jeweils als Ersatz für die zerstörte Altstädter Pfarrkirche genutzt. Seit dem 17. Jahrhundert dient sie jedoch überwiegend als Kapelle für den hierher verlegten Altstädter Friedhof, wobei die ersten Bestattungen in der Zeit des Dreißigjährigen Krieges vollzogen wurden.

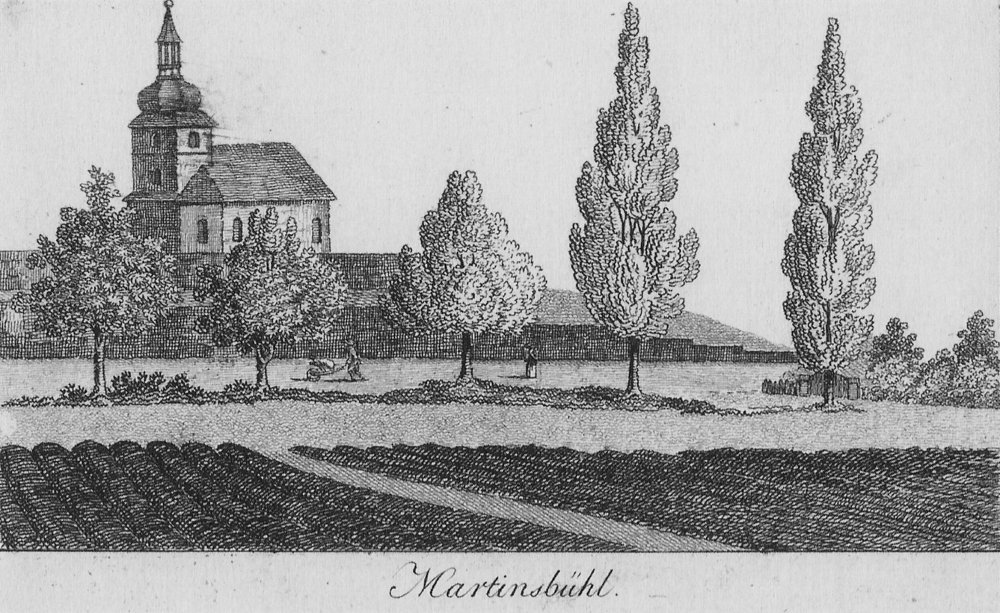
Historische Ansicht der Martinsbühler Kirche von Norden (um 1810)

Das heutige Erscheinungsbild der Martinsbühler Kirche geht auf einen durchgreifenden Umbau im barocken Stil nach den Plänen des Bayreuther Landbaumeister Johann Georg Weiß in den Jahren 1745/46 zurück. Damals erhielt das Gotteshaus neue Rundbogenportale mit Dreiecksgiebel, Schlussstein und darüber Rundfenster in flacher Sandsteinrahmung. Außerdem wurden rundbogige Fenster eingesetzt, das Fußbodenniveau etwas angehoben, die Außenmauern erhöht und ein neues Dach aufgesetzt. Schließlich entstand der Chorturm mit welscher Haube und Laterne aus verputztem Fachwerk.
Anlässlich der Renovierung von 1927/28 musste der Chorturm erneuert werden. Bei archäologischen Untersuchungen im Boden wurden damals drei der vier Grüfte im Kirchenschiff aufgedeckt, in denen im 17. und 18. Jahrhundert mehrere Mitglieder der Familien Hülß auf Rathsberg sowie des markgräflichen Stallmeisters Johann Georg Mackeldey bestattet worden waren. Eine weitere Renovierung fand im Jahr 1984 statt.

## Beschreibung

### Architektur
Der einfache dreijochige Saalbau mit dreiseitig geschlossenem Ostchor ist im Kern gotisch, wurde aber Mitte des 18. Jahrhunderts barockisiert. Er besitzt ein nach Westen abgewalmtes Satteldach mit fünf Gauben, je zwei auf der Nord- und Südseite sowie eine auf der Westseite. Auf der Ostseite erhebt sich ein mächtiger Dachreiter mit Schallöffnungen zu drei Seiten, gedrückter Haube und hoch aufbauender Laterne. Auf Dachreiter mit Turmkugel und am westlichen Firstende befindet sich je ein Kreuz. Die Fensteröffnungen sind seit der Barockisierung rundbogig ausgeführt. Im mittleren Langhausjoch befindet sich jeweils ein Rundbogenportal, das von einem Dreiecksgiebel bekrönt wird. Darüber ist je ein Rundbogenfenster angeordnet. Wie die übrigen Fenster ist es in eine flache Sandsteinrahmung eingelassen. Im Inneren präsentiert sich dem Besucher ein einfacher Saalraum mit an drei Seiten umlaufender Empore und flacher Stuckdecke.

### Ausstattung
Den grob behauenen Taufstein schuf Georg Ziegler im Jahr 1634. Der Kanzelaltar entstand um 1710, ein Messingleuchter im Jahr 1761. Seit 1928 befindet sich wieder Holzskulptur des heiligen Martin zu Pferde aus der Zeit um 1500 in der Kirche, die Mitte des 18. Jahrhunderts auf den Dachboden deponiert wurde. Sie wird in einem verschließbaren Schrein mit dem Wappen der Herren von Stutterheim aufbewahrt und im Volksmund als Pelzemärtel bezeichnet.

### Orgel
Die 1939 von G. F. Steinmeyer & Co. geschaffene Orgel mit neun klingenden Registern auf zwei Manualen und Pedal – ein typisches Instrument der „Orgelbewegung“ – wurde 2015/16 umfassend restauriert. Sie weist folgende Disposition auf:
| I Manual |               |    |
| 1.       | Koppel        | 8′ |
| 2.       | Quintade      | 4′ |
| 3.       | Mixtur II–III | 2′ |

| II Manual |              |        |
| 4.        | Salicional   | 8′     |
| 5.        | Gedacktflöte | 4′     |
| 6.        | Prestant     | 2′     |
| 7.        | Rohrnasat    | 1 3⁄5′ |
|           | Tremulant    |        |

| Pedal |           |     |
| 8.    | Subbaß    | 16′ |
| 9.    | Choralbaß | 4′  |